# Conyza arenosa
Conyza arenosa là một loài thực vật có hoa trong họ Cúc. Loài này được Cronquist mô tả khoa học đầu tiên.